# Marie Parvex
Marie Parvex est une journaliste d'investigation suisse.

## Biographie et parcours professionnel
Elle grandit à Sion en Valais. Elle part à Genève faire sa licence de philosophie, histoire de l’art et espagnol[réf. nécessaire]. Au terme de ses études, Marie Parvex se consacre à la danse mais se tourne finalement vers le journalisme en 2008 en étudiant au centre de formation des journalistes et des médias à Lausanne et entame sa carrière comme stagiaire au Nouvelliste.
En 2009, elle s’associe avec Luca Barschel (webmaster) et Eric Felley (journaliste) afin de créer bénévolement[réf. nécessaire] le Valais-Mag.
En 2011, Marie Parvex succède à Xavier Filliez comme correspondante en Valais du quotidien romand Le Temps. En 2015, elle part dix mois se former au journalisme de données en travaillant pour le journal La Nación au Costa-Rica et en Argentine et étudier le journalisme d'investigation à lʹuniversité Columbia à New-York. Elle revient en mai 2016 comme journaliste au Temps.
En 2022, elle rejoint la rédaction du Matin Dimanche après ce qui semble être un différend avec la direction du Nouvelliste[source insuffisante].

## Prix
Le 20 novembre 2014, Marie Parvex reçoit le prix Jean-Dumur, « pour son rôle dans la révélation au grand public de plusieurs affaires valaisannes, telles que le dossier Giroud ou celui de la pollution au mercure ».
En 2021, elle est lauréate du Grand Prix Suva des médias « pour son enquête de 2020 sur les effets des pesticides sur les riverains ».

## L’affaire Giroud
Le 28 octobre 2013, Marie Parvex publie un article dans Le Temps qui lance l’affaire Giroud. Elle est la première à dévoiler qu’une enquête fiscale fédérale était en cours contre l’encaveur valaisan. Cet article est le début de plusieurs mois de bataille médiatique ponctuée de scandales, de fausses informations, de rebondissements et de procédures pénales.
En avril 2020, on apprend que Marie Parvex était la cible d'un malware envoyé le 28 février 2014, selon le Ministère public, dans le but de soustraire des données sur l'affaire Giroud et dont Dominique Giroud est accusé d'en avoir été le commanditaire.